# Prensa de ajos

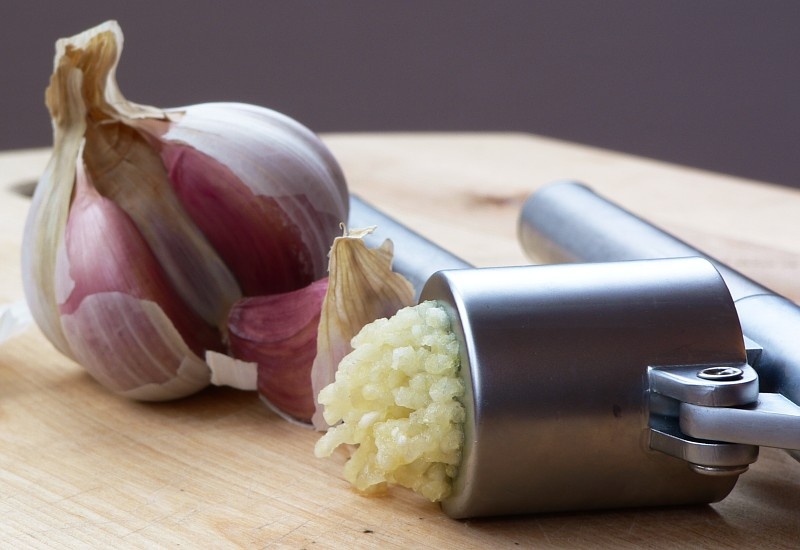
Prensa de ajos.

Una prensa de ajos es un utensilio de cocina diseñado para aplastar ajos sobre un tamiz de pequeños agujeros, la forma es muy similar a la de unas pinzas acabadas en una especie de pistón o cavidad donde se colocan los dientes de ajo. La prensa emplea la presión de una palanca de primer grado para aplastar los ajos sobre una superficie con pequeñas perforaciones. 

## Características
Se tiene la creencia de que las prensas de ajo pueden modificar ligeramente los sabores del ajo debido a que la presión puede llegara a ser tan elevada que afecte a las estructuras celulares del tejido de los ajos, rompiendo pareced celulares y liberando los compuestos que proporcionan el sabor. Otras fuentes prefieren el sabor del ajo procedente de prensa. El chef de la dieta de alimentos crudos Renée Underkoffler dice "La pasta de ajo procedente de la prensa tiene un sabor más suave, más delicado que el que se corta fino ya que excluye la raíz central que le da ese sabor amargo."
Por otra parte, algunos chefs dicen que las prensas de ajo ofrecen un sabor de calidad inferior comparado con el mismo ajo cortado en pequeños daditos, particularmente los ajos aplastados con un lado del cuchillo o con un objeto plano y grande. Por ejemplo, el chef Anthony Bourdain dice que las prensas de ajo son "abominaciones" y advierte: "don't put it through a press (No lo pongas en la prensa).

## Variantes
Existen otras alternativas para sacar puré de los ajos, una de ellas parece ser el empleo de un pasapuré, pero resulta inadecuado por el gran tamaño del instrumento, máxime cuando en la cocina sólo se quiere sacar puré de entre cuatro a seis dedos de ajo. Un método curioso que se suele emplear con éxito es el de pasar los ajos por una tarjeta de crédito al igual que una lima y sobre los relieves de la tarjeta van quedando pequeñas partes del ajo, algunos diseñadores de instrumentos de cocina ya han diseñado instrumentos similares (pero con más relieve). 